# Ogni cosa che tu guardi
Ogni cosa che tu guardi è un singolo del cantautore italiano Luca Carboni, pubblicato il 22 febbraio 2019 come terzo estratto dal tredicesimo album in studio Sputnik.

## Descrizione
Gli autori del brano sono Luca Carboni, Alessandro Raina e Lorenzo Urciullo per il testo, Alessandro Raina e  Dario Faini per la musica.

## Video musicale
Il videoclip è stato diretto da Marino Cecada e reso disponibile sul canale YouTube del cantante il 22 febbraio 2019 in contemporanea con l'uscita del singolo.

## Tracce
1. Ogni cosa che tu guardi – 3:42 (testo: Luca Carboni, Alessandro Raina, Lorenzo Urciullo – musica: Alessandro Raina, Dario Faini)

## Classifiche
| Classifica (2019)         | Posizione massima |
| ------------------------- | ----------------- |
| Italia (airplay)          | 41                |
| Italia (airplay italiane) | 18                |